# Портрет Карла Васильевича Будберга
«Портрет Карла Васильевича Будберга» — картина Джорджа Доу и его мастерской из Военной галереи Зимнего дворца.
Картина представляет собой погрудный портрет генерал-лейтенанта Карла Васильевича Будберга из состава Военной галереи Зимнего дворца.
Во время Отечественной войны 1812 года полковник Будберг командовал лейб-гвардии Кирасирским Его Величества полком, в Бородинском сражении был тяжело ранен. В 1813 году за отличие при Кульме произведён в генерал-майоры и завершил Заграничные походы, находясь при осаде Парижа .
Изображён в генеральском колете лейб-гвардии Кирасирского Его Величества полка образца 1813 года, в кирасе с Анненской лентой через плечо, поверх которой лядуночная перевязь. На шее кресты прусского ордена Красного орла 2-й степени и австрийского ордена Леопольда 2-й степени; справа на груди кресты орденов Св. Георгия 4-й степени и Св. Владимира 4-й степени, серебряная медаль «В память Отечественной войны 1812 года» на Андреевской ленте и крест баварского Военного ордена Максимилиана Иосифа 3-й степени, ещё правее и ниже под Анненской лентой Кульмский крест . Подпись на раме: К. В. Будбергъ 2й, Генералъ Маiоръ.
Несмотря на то, что 7 августа 1820 года Комитетом Главного штаба по аттестации Будберг был включён в список «генералов, которых служба не принадлежит до рассмотрения Комитета», решение о написании его портрета было принято раньше этой даты, поскольку уже 17 декабря 1819 года Доу была выплачена первая часть гонорара и 12 ноября 1820 года он получил оставшиеся деньги. Поскольку 24 октября 1824 года Будберг был назначен командиром 2-й гусарской дивизии, то он должен был сменить гвардейскую кирасирскую форму на общегенеральский мундир образца 1814—1817 годов, соответственно портрет был написан ранее этой даты. Готовый портрет принят в Эрмитаж 7 сентября 1825 года. В. К. Макаров назвал этот портрет одной из лучших работ Доу.
В 1848 году в мастерской Карла Края по рисунку И. А. Клюквина с портрета была сделана датированная литография, опубликованная в книге «Император Александр I и его сподвижники» и впоследствии неоднократно репродуцированная.